# 朱綱 (嘉靖進士)
朱綱（1514年—1576年），字振甫，號肅菴，山東兖州府曹州曹縣人，軍籍，明朝政治人物。

## 生平
山東鄉試第十二名舉人。嘉靖二十六年（1547年）中式丁未科會試第六十九名，登第三甲第一百六十四名進士。都察院觀政，授晋江县知县，三十一年正月选授南京河南道试御史，十二月實授。後復除北道江西道御史，三十四年巡按山西，四十三年巡按南直隶苏州、松江、凤阳、淮安等府，四十四年十一月升陕西按察司副使，隆慶元年（1567年）三月升四川布政使司右参政，二年三月升本省按察使，三年九月升浙江右布政使，遷福建左布政使，六年七月升應天府府尹，十月升都察院右副都御史、巡抚河南地方，萬曆元年（1573年）十月致仕。五年二月賜祭葬。

## 家族
曾祖朱亮；祖父朱鑑，省祭官；父朱蓁，母李氏。具庆下。兄紀。弟絅、繡。子惟肖、惟光、惟恒。